# 虹桥镇 (上海市)
虹橋鎮是中華人民共和國位於上海市闵行区的一個鎮，位于闵行区东北部。镇域面积8.98平方公里，户籍人口6.88万人（2011年），外来流动人口6.98万人（2011年），人户分离人口2.74万人（2011年），外籍人士2.85万人（2011年）。現任镇长是卢国庆，於2010年8月10日当选。

## 历史沿革

### 明清时代
虹桥镇兴起于明代正德年间，清嘉庆时设有虹桥市。镇北称北滩，塘南谓南街。

### 民国时期
民国初年，店肆大多集中南街，北滩有布庄、轧花场，全镇有32个行业、56家店场。
1927年3月29日，国民政府在租界以外地区设上海特别市，同时将原属江苏省的上海县、宝山县17市乡并入。虹桥镇地区属于蒲淞区。
在抗日战争期间，该镇地处日伪“清乡”封锁线内，市面剧衰。

### 上海市新泾区、西郊区时期
1949年5月24日，中国人民解放军第三野战军第二十七军八十一师進佔虹桥镇，随后由上海市军事管制委员会接管。1949年5～7月，上海市军事管制委员会新泾区接管委员会先后设5个办事处，下辖6镇、69个行政村、386个自然村，其中便有虹桥镇。
1950年6月，因龙华区面积过大，虹桥镇在蒲汇塘以南部分划入新泾区，设虹桥乡和新泾乡。当时虹桥乡管辖东湾、建华、华浦、关港、龙华、漕溪、新龙华、南郊、石龙、张塘、北杨、港口等十五个村（上述村今大多属于徐汇区）；新泾乡管辖虹桥（今虹桥镇）、虹二（今古北路吴中路一带）、虹五（今古羊路虹许路一带）、虹六（今程家桥支路、金汇路一带）、红春（今华光路一带）、新桥（今宜山路合川路的大片地区）、星联（今漕河泾开发区西部）、虹南（今虹梅路街道境内）、西郊（今龙柏新村）、先锋（今虹桥镇先锋街、 █ 10号线龙柏新村站一带）、井亭（今吴中路新泾港以西、大致青杉路以南）、虹三（今宋园路附近，徐虹支线北侧）、虹四（今伊犁南路红松东路一带）、长春（今徐汇区宜山路上海市第六人民医院一带）、小闸（今上海立信会计金融学院徐汇校区附近，原小闸镇街两侧）等十个村。
1956年3月，新泾、虹桥两镇随新泾区撤销，并入西郊区。1958年8月，上海市西郊区诸翟、宝北、宝南、莘庄、朱行、西郊6乡，七宝镇全部和虹桥、华村、上中、华漕4乡部分地区划入县境。

### 上海县时期
1958年，改为虹桥人民公社。
1981年北新泾镇、新泾公社、虹桥公社部分地共0.45平方公里（即今东华大学延安路校区及周边）划属长宁区。
1983年12月，由虹桥大队改为虹桥乡。
1984年9月，上海县漕河泾、龙华、北新泾3镇及龙华、梅陇、虹桥、新泾、北桥5乡177个生产队共49.98平方公里划属上海市区。1986年，由虹桥乡析出的部分土地，成立虹桥经济技术开发区，即现在长宁区虹桥街道的大部分辖区。1988年，由虹桥乡析出的部分土地，成立漕河泾新兴技术开发区，即漕河泾街道和虹梅路街道的一部分。
1992年7月，虹桥乡虹四、西郊划入长宁区，龙华乡和虹桥乡的虹三、虹南、星联、长春四个村划入徐汇区，农副工业管理也同时划属各区。同年，随着上海县撤销改闵行区，虹桥乡撤乡改镇。

### 闵行区时期
1994年，虹四和西郊两个村复归虹桥镇，闵行、长宁东按徐虹支线、西按沪青平公路中心线重划区界，程家桥街道与虹桥镇的界限因之而定。
1997年，龙柏新村街道成立，其以原虹桥镇西郊村、先锋村、华光村地块为基础，辖区包括龙柏新村、金汇花园和华光村，后于2000年10月并入航华街道，改名龙柏街道。2010年1月23日，龙柏街道正式撤销，原龙柏新村街道辖区全数回归虹桥镇。
2010年底，全镇112个生产队全部撤销建制；2011年4月，剩余的6个村委会也全部撤销建制，农民从户籍上转变为城市居民。

## 产业变化

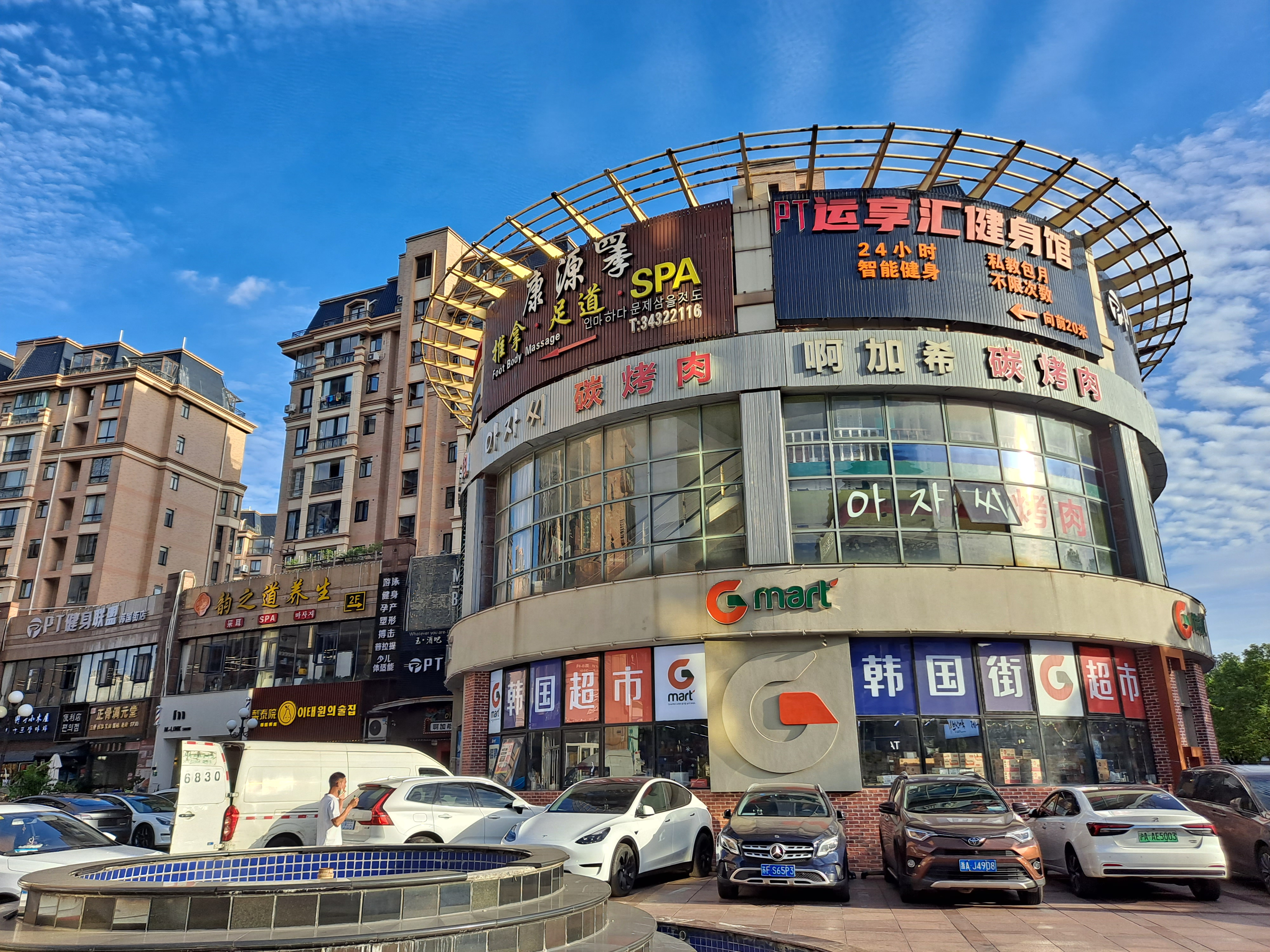
上海韩国街

在20世纪80年代以前的百余年时间内，虹桥镇曾一度是上海市最重要的农业基地之一，以板叶乔菜、牛心菜（即卷心菜）、虹桥矮箕青菜、小闸黄狼南瓜、四月慢青菜等特色菜享誉上海市。
20世纪80年代以后，随着城市和经济的发展，虹桥镇农业比重下降；到2014年为止，虹桥镇已经彻底不存在任何行政村建制:56-69，而据《闵行统计年鉴——2017年》显示，虹桥镇2016年的第一产业产值也不再存在可统计项目，涉及第一产业或农业、副业项目全部空白:276-288。
目前，该镇的产值主要来自第三产业，尤以农用、工业土地置换为商务用地并建造商务楼、写字楼、综合体的楼宇经济闻名。截至2011年底，该镇的365栋商务楼宇中，100%由原先虹桥镇各个村的村办集体企业持有，而无论是仍然留在镇内的原村民，或是已经在1981年、1984年、1992年三次划出镇的土地上居住的原村内农业居民，均获分红。得益于此，该镇2011年的GDP中，第三产业比重达到了71%；而从收益来看，到2013年底，10个村的村集体收益已从2000年的2亿元发展到了7.72亿元。
虹桥镇保留了一部分工业，有上海乳品二厂。

## 行政区划
虹橋鎮的管辖范围为：北到徐虹支线、沪青平公路区界，西大致到上海外环高速、沪青平公路，南面和东面到七宝镇界及徐汇区界。
2010年底，全镇剩余的112个生产队全部撤销建制；2011年4月，剩余的6个村委会也全部撤销建制，农民从户籍上转变为城市居民。
目前，该镇下辖以下社区：
虹桥社区、河南社区、河西社区、虹鹿社区、红春公寓社区、上虹新村社区、华光花园社区、古北新城社区、海申花园社区、振宏公寓社区、锦华公寓社区、金虹大厦社区、虹华苑社区、金斯花园社区、锦锈江南家园社区、虹桥花苑社区、井亭苑社区、古北虹苑社区、名都城社区、万源新城社区、龙柏一村第一社区、龙柏一村第二社区、龙柏二村社区、兰竹社区、龙柏三村社区、先锋公寓社区、龙柏四村社区、龙柏五村社区、龙柏六村社区、龙柏七村社区、金汇华光城社区、金汇花园社区、西郊社区、古北尚郡社区、东苑社区、紫藤社区、名都古北社区、金鹰华庭社区和风度国际社区。

## 交通

### 轨道交通
- █ 9号线：合川路站
- █ 10号线：龙柏新村站—紫藤路站
- █ 15号线：吴中路站

### 公共交通
单向途径延安西路环西一大道站
- 91路、196路、739路、748路、519路、911路、941路、1207路[20]

龙柏新村区域
- 57路、71路、721路、753路、804路、809路、867路、虹桥枢纽1路、虹桥镇2路、闵行36路（龙柏新村区域）

主要途径吴中路和虹梅路
- 69路、87路、149路、548路、700路、757路、776路、865路、931路、上朱线

主要途径虹桥镇南部地区
- 89路、548路、虹桥镇2路区间线、闵行18路（虹桥镇南部）

### 公路
虹桥镇内公路有：吴中路、莲花路（吴中路—宜山路）、虹井路、虹莘路、虹中路、虹中支路、虹梅路（长宁区界—蒲汇塘河徐汇区界）等。

### 城市快速路
- 中环路 (上海)
- 上海外环高速公路
- 延安高架路

### 城市道路建设
由于龙柏街道较早便划离该镇，导致后来龙柏新村和镇区交通连接不畅。目前，有青杉路、红松路、合川路等多项联通工程被列入“五十八条断头路”名录，正在实施或规划实施联通工程。
根据规划，青杉路新建工程西起虹井路，东至金汇路，全长约434米，道路等级为城市支路。建成后，设双向两车道，可从一定程度上缓解龙柏南部高峰车流拥挤状况。此外，合川路（程家桥路—延安西路）联通工程也已经开工。

## 衍生地名

### 虹桥机场、虹桥路
均直接得名于虹桥镇。
虹桥机场原本位于上海县西部边界，与青浦县徐泾邻接，后划入程家桥街道，更从未属于虹桥镇或虹桥乡。

### 虹桥开发区暨虹桥街道
虹桥开发区所在区域在1984年划出上海县虹桥乡，并于1986年成立长宁区虹桥街道，不再属于虹桥镇。虹桥街道直接得名于穿域而过的虹桥路，街道也有“新虹桥”之称。

### 虹桥商务区暨新虹街道
两者位于虹桥枢纽区域，而新虹街道主要管辖虹桥商务区核心区域。新虹街道继承了龙柏街道的大部分机构，而其辖区大多数原属华漕镇，少部分属于原龙柏街道。
虹桥镇与新虹街道以沪青平公路（延安西路南支～徐虹支线原址北侧）为界限。

## 外部連結
- 上海市闵行区人民政府